# Jewgienij Łowczew
Jewgienij Serafimowicz Łowczew (ros. Евгений Серафимович Ловчев, ur. 29 stycznia 1949 w Kriukowie) – rosyjski piłkarz grający na pozycji obrońcy. W swojej karierze rozegrał 52 mecze w reprezentacji Związku Radzieckiego i strzelił w nich 1 gola.

## Kariera klubowa
Karierę piłkarską Łowczew rozpoczął w klubie Spartak Moskwa. W 1969 roku zadebiutował w jego barwach w radzieckiej Wysszej Lidze. W debiutanckim sezonie wywalczył ze Spartakiem swój jedyny w karierze tytuł mistrza Związku Radzieckiego. W 1971 roku zdobył Puchar Związku Radzieckiego, a w 1974 roku został wicemistrzem tego kraju. W 1972 roku został wybrany Piłkarzem Roku w ZSRR.
W 1979 roku Łowczew odszedł ze Spartaka do lokalnego rywala, Dinama Moskwa. Występował w nim do 1980 roku i wtedy też odszedł do występującej w Pierwej Lidze Krylji Sowietow Kujbyszew. Jesienią 1980 zakończył karierę sportową.
| Sezon | Klub                      | Kraj | Rozgrywki     | Mecze | Bramki |
| ----- | ------------------------- | ---- | ------------- | ----- | ------ |
| 1969  | Spartak Moskwa            | ZSRR | Wysszaja Liga | 32    | 0      |
| 1970  | Spartak Moskwa            | ZSRR | Wysszaja Liga | 26    | 1      |
| 1971  | Spartak Moskwa            | ZSRR | Wysszaja Liga | 22    | 0      |
| 1972  | Spartak Moskwa            | ZSRR | Wysszaja Liga | 25    | 2      |
| 1973  | Spartak Moskwa            | ZSRR | Wysszaja Liga | 26    | 1      |
| 1974  | Spartak Moskwa            | ZSRR | Wysszaja Liga | 29    | 6      |
| 1975  | Spartak Moskwa            | ZSRR | Wysszaja Liga | 29    | 8      |
| 1976  | Spartak Moskwa            | ZSRR | Wysszaja Liga | 26    | 5      |
| 1977  | Spartak Moskwa            | ZSRR | Wysszaja Liga | 31    | 7      |
| 1978  | Spartak Moskwa            | ZSRR | Wysszaja Liga | 2     | 0      |
| 1979  | Dinamo Moskwa             | ZSRR | Wysszaja Liga | 16    | 0      |
| 1980  | Dinamo Moskwa             | ZSRR | Wysszaja Liga | 3     | 0      |
| 1980  | Krylja Sowietow Kujbyszew | ZSRR | Pierwaja Liga | 22    | 13     |

## Kariera reprezentacyjna
W reprezentacji Związku Radzieckiego Łowczew zadebiutował 25 lipca 1969 w zremisowanym 2:2 towarzyskim meczu z NRD. W 1970 roku rozegrał dwa mecze na Mistrzostwach Świata w Meksyku: z Meksykiem (0:0) i z Belgią (4:1). W 1972 roku zagrał na Igrzyskach Olimpijskich w Monachium, na których zdobył brązowy medal. Od 1969 do 1977 roku rozegrał w kadrze narodowej 52 mecze, w których zdobył jedną bramkę.